# لیم کی تانگ
لیم کی تانگ (انگلیسی: Lim Kay Tong؛ زادهٔ ۱۹۵۴ میلادی) یک هنرپیشه کهنه‌کار تئاتر، سینما و تلویزیون اهل سنگاپور است.

## گزیدهٔ آثار

### سینما
- پرت (۲۰۰۴)
- ممکن است برای تو هم اتفاق بیفتد (۱۹۹۴)
- اژدها: داستان بروس لی (۱۹۹۳)
- سورپرایز شانگهای (۱۹۸۶)
- قصر ویران‌شده (۱۹۹۹)

### تلویزیون
- دکتر هو (۱۹۸۲)